# Farstametoden
Farstametoden är en metod för att åtgärda akut mobbning som upptäckts på en skola. Den utvecklades i mitten av 1980-talet av läraren Karl Ljungström som då arbetade på Hästhagsskolan i Farsta. Den fick sin stora spridning under 1990-talet och användes aktivt, runt år 2000, av ca 3000 skolor runt om i landet. 

## Kritik
Metoden har kritiserats av Skolverket eftersom det strider mot läroplanen att hålla mobbningen hemlig inför föräldrarna.

## Böcker i ämnet
- Pedagogisk Uppslagsbok, Lärarförbundets Förlag/Informationsförlaget.
- Mobbing i skolan, Karl Ljungström, Ordkällan/Pedaktivs förlag